# Adrien Jean Louis Dufresnoy
Adrien Jean Louis Dufresnoy est un homme politique français né le 15 septembre 1747 à Senlis (Oise) et décédé le 9 juillet 1832 dans la même ville.

## Biographie
Avocat et premier échevin à Senlis avant la Révolution, il est président du tribunal de district sous la Révolution. Il est élu député de l'Oise au Conseil des Cinq-Cents le 29 vendémiaire an IV. Il quitte cette fonction le 12 messidor an VIII pour devenir président du tribunal civil de Senlis.

## Sources
- « Adrien Jean Louis Dufresnoy », dans Adolphe Robert et Gaston Cougny, Dictionnaire des parlementaires français, Edgar Bourloton, 1889-1891 [détail de l’édition]